# Northern Premier League
A Northern Premier League é uma das ligas regionais masculinas de futebol do Reino Unido, faz parte do National League System, contando com a participação de clubes semi-profissionais e amadores. Geograficamente, abrange clubes do Norte da Inglaterra e parte das Midlands. Inicialmente contou com apenas uma divisão, mas em 1987 foi adicionada uma segunda divisão, dividida posteriormente em Divisão Sul e Divisão Norte. Para a temporada 2018-19 foram divididas em Divisão Leste e Divisão Oeste. A NPL Premier Division equivale a sétima divisão inglesa, já a NPL Division One East e a NPL Division One West equivalem a oitava divisão inglesa.

## Clubes 2018-19
| - Bamber Bridge - Basford United - Buxton - Farsley Celtic - Gainsborough Trinity - Grantham Town - Hednesford Town - Hyde United - Lancaster City - Marine - Mathlock Town - Mickleover Sports - North Ferriby United - Scarborough Athletic - South Shields - Stafford Rangers - Stalybridge Celtic - Warrington Town - Whitby Town - Witton Albion - Workington | - Atherton Collieries - Chasetown - Clitheroe - Colne - Colwyn Bay1 - Droylsden - Glossop North End - Kendal Town - Kidsgrove Athletic - Leek Town - Market Drayton Town - Mossley - Newcastle Town - Prescot Cables - Radcliffe - Ramsbottom United - Runcorn Linnets - Skelmersdale United - Trafford - Widnes | - AFC Mansfield - Belper Town - Brighouse Town - Carlton Town - Cleethorpes Town - Frickley Athletic - Gresley - Lincoln United - Loughborough Dynamo - Marske United - Morpeth Town - Ossett United - Pickering Town - Pontefract Collieries - Sheffield F.C. - Spalding United - Stamford - Stocksbridge Park Steels - Tadcaster Albion - Wisbech Town | Atherton Collieries Chasetown Clitheroe Colne Colwyn Bay Droylsden Glossop North End Kendal Town Kidsgrove Athletic Leek Town Market Drayton Town Newcastle Town Mossley Prescot Cables Radcliffe Borough Ramsbottom United Runcorn Linnets Skelmersdale United Trafford Widnes A.F.C. Mansfield Belper Town Brighouse Town Carlton Town Cleethorpes Town Frickley Athletic Gresley Lincoln United Loughborough Dynamo Marske United Morpeth Town Ossett United Pickering Town Pontefract Collieries Sheffield Spalding United Stamford Stocksbridge Park Steels Tadcaster Albion Wisbech Town Bamber Bridge Basford United Buxton Farsley Celtic Gainsborough Trinity Grantham Town Hyde United Lancaster City Marine Matlock Town Mickleover Sports Nantwich Town North Ferriby United Scarborough Athletic Shaw Lane South Shields Stafford Rangers Stalybridge Celtic Warrington Town Whitby Town Witton Albion WorkingtonLocalização dos clubes da temporada de 2018-19. – Premier Division – Division One West – Division One East |

## Campeões
| Temporada | Premier Division   |
| --------- | ------------------ |
| 1964–65   | Lions Of Cambridge |
| 1965–66   | Lions Of Cambridge |
| 1966–67   | Lions Of Cambridge |
| 1967–68   | Lions Of Cambridge |
| 1968–69   | Macclesfield Town  |
| 1969–70   | Macclesfield Town  |
| 1970–71   | Wigan Athletic     |
| 1971–72   | Stafford Rangers   |
| 1972–73   | Boston United      |
| 1973–74   | Boston United      |
| 1974–75   | Wigan Athletic     |
| 1975–76   | Runcorn            |
| 1976–77   | Boston United      |
| 1977–78   | Boston United      |
| 1978–79   | Mossley            |
| 1979–80   | Mossley            |
| 1980–81   | Runcorn            |
| 1981–82   | Bangor City        |
| 1982–83   | Gateshead          |
| 1983–84   | Barrow             |
| 1984–85   | Stafford Rangers   |
| 1985–86   | Gateshead          |
| 1986–87   | Macclesfield Town  |

| Temporada | Premier Division   | Division One         |
| --------- | ------------------ | -------------------- |
| 1987–88   | Chorley            | Fleetwood Town       |
| 1988–89   | Barrow             | Colne Dynamoes       |
| 1989–90   | Colne Dynamoes     | Leek Town            |
| 1990–91   | Witton Albion      | Whitley Bay          |
| 1991–92   | Stalybridge Celtic | Colwyn Bay1          |
| 1992–93   | Southport          | Bridlington Town     |
| 1993–94   | Marine             | Guiseley             |
| 1994–95   | Marine             | Blyth Spartans       |
| 1995–96   | Bamber Bridge      | Lancaster City       |
| 1996–97   | Leek Town          | Radcliffe Borough    |
| 1997–98   | Barrow             | Whitby Town          |
| 1998–99   | Altrincham         | Droylsden            |
| 1999–2000 | Leigh RMI          | Accrington Stanley   |
| 2000–01   | Stalybridge Celtic | Bradford Park Avenue |
| 2001–02   | Burton Albion      | Harrogate Town       |
| 2002–03   | Accrington Stanley | Alfreton Town        |
| 2003–04   | Hucknall Town      | Hyde United          |
| 2004–05   | Hyde United        | North Ferriby United |
| 2005–06   | Blyth Spartans     | Mossley              |
| 2006–07   | Burscough          | Buxton               |

| Temporada | Premier Division          | Division One North   | Division One South              |
| --------- | ------------------------- | -------------------- | ------------------------------- |
| 2007–08   | Fleetwood Town            | Bradford Park Avenue | Retford United (não promovido)2 |
| 2008–09   | Eastwood Town             | Durham City          | Retford United                  |
| 2009–10   | Guiseley                  | FC Halifax Town      | Mickleover Sports               |
| 2010–11   | FC Halifax Town           | Chester              | Barwell                         |
| 2011–12   | Chester                   | A.F.C. Fylde         | Grantham Town                   |
| 2012–13   | North Ferriby United      | Skelmersdale United  | King's Lynn Town                |
| 2013–14   | Chorley                   | Curzon Ashton        | Halesowen Town                  |
| 2014–15   | F.C. United of Manchester | Salford City         | Mickleover Sports               |
| 2015–16   | Darlington 1883           | Warrington Town      | Stafford Rangers                |
| 2016–17   | Blyth Spartans            | Lancaster City       | Shaw Lane                       |
| 2017–18   | Altrincham                | South Shields        | Basford United                  |

Notas
- 1 O(s) time(s) pertence(m) ao País de Gales porém disputa(m) o campeonato inglês ao invés do campeonato local.

- 2 O time não foi promovido pois não cumpria todos os requisitos necessários para jogar a 7ª divisão no ano seguinte.